# Schloss Gedern

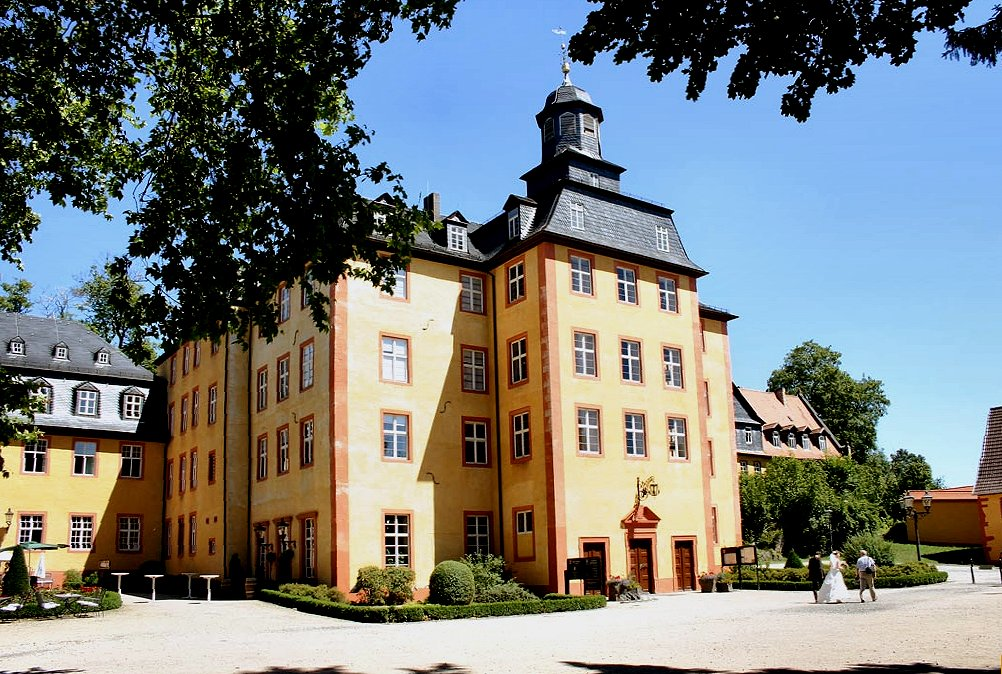
Das Schloss Gedern, vorn Renaissancebau, hinten links Prinzessbau

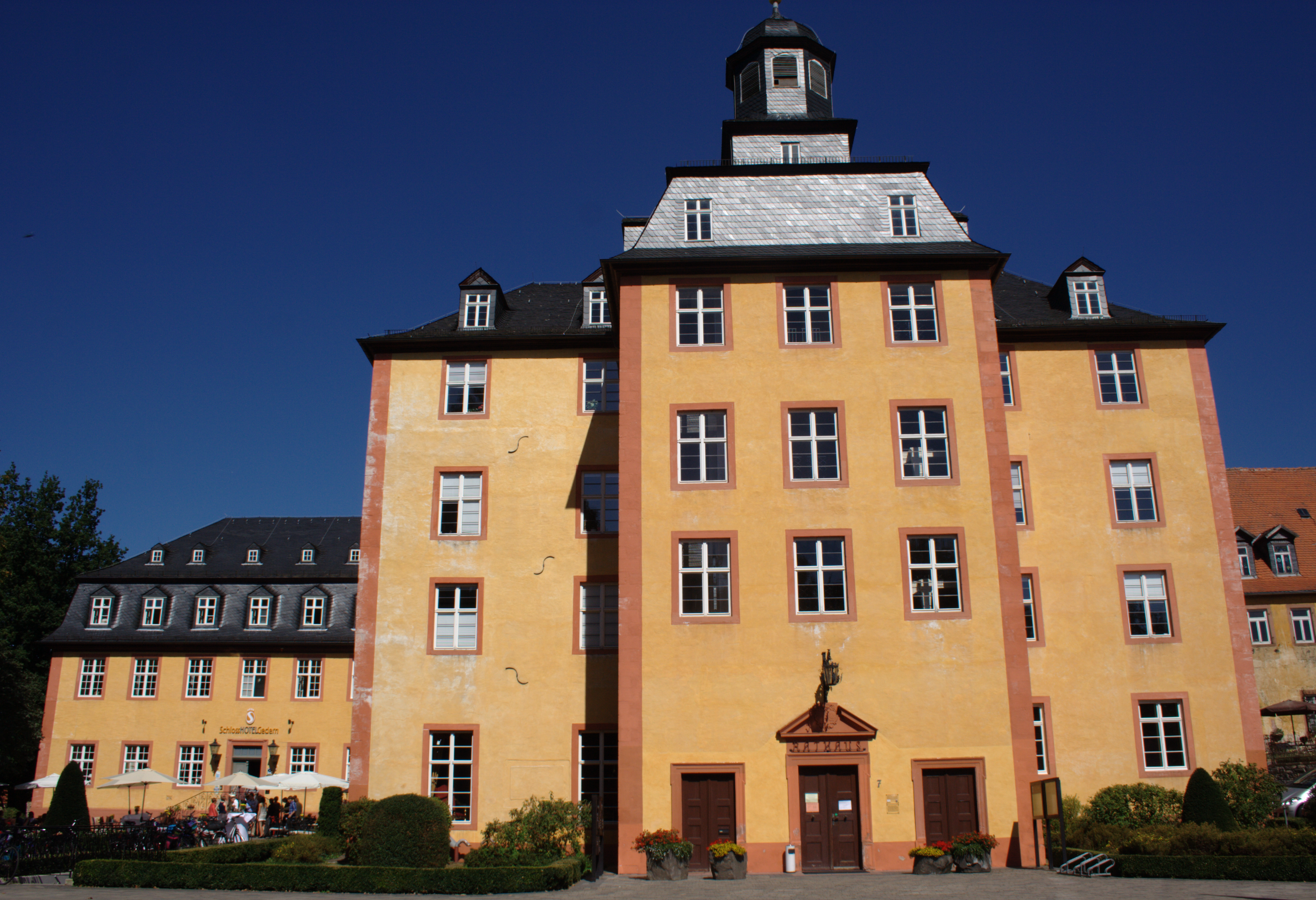
Das Schloss Gedern, vorn Renaissancebau, hinten links Prinzessbau

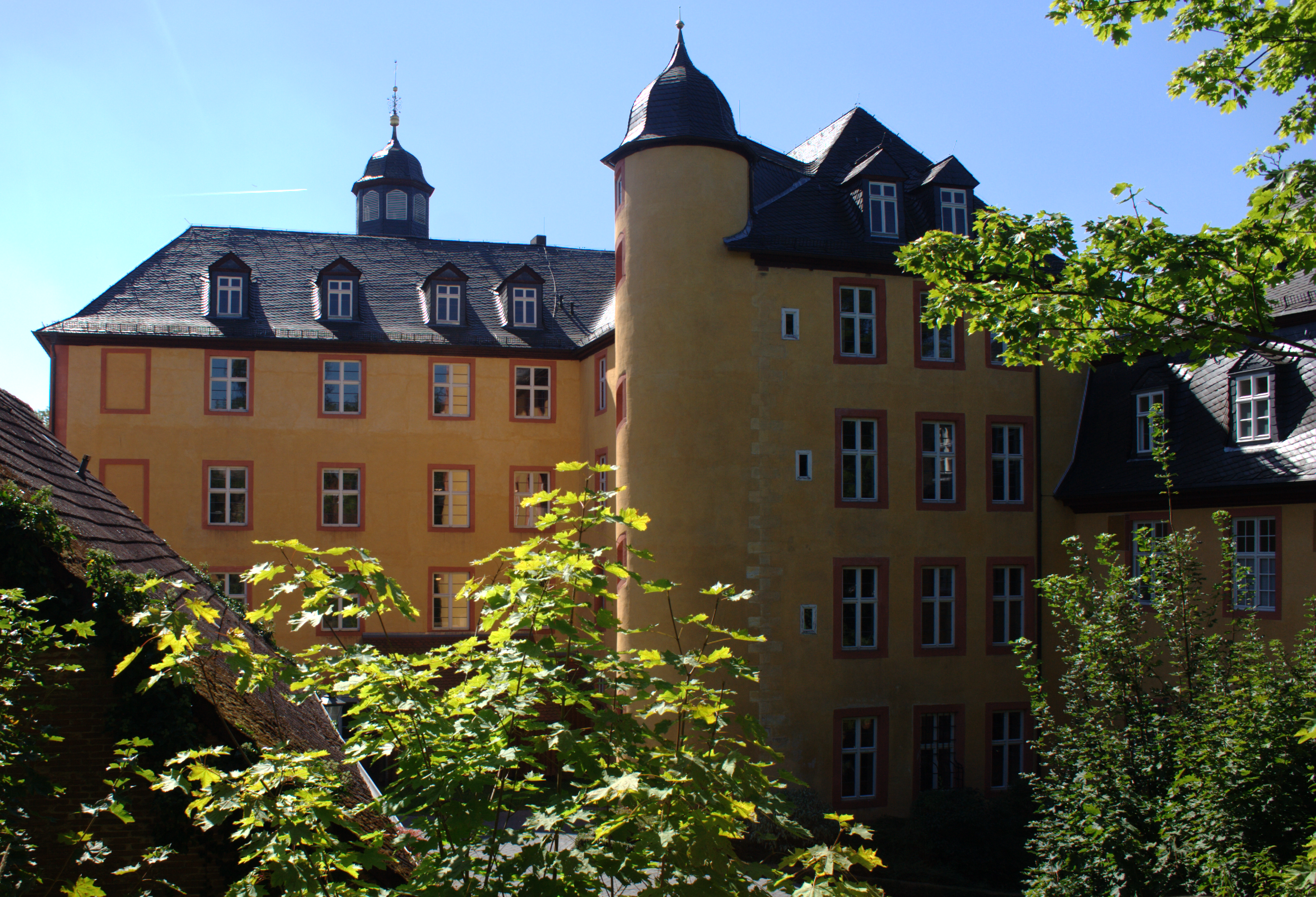
Die Schlossanlage, Blick von Norden: links der Renaissancebau, Mittelbau mit Turm, rechts übergehend in den Prinzessbau (Neuer Bau)

Das Schloss Gedern ist ein Barockschloss in Gedern im Nordosten des hessischen Wetteraukreises. Es ging aus der sogenannten Wolframsburg des 13. Jahrhunderts hervor.

## Lage
Das Schloss liegt auf dem Schlossberg leicht östlich des Zentrums der Kleinstadt Gedern. Das Areal umfasst eine Fläche (mit Park) von etwa 200 m (West-Ost-Ausdehnung) mal 150 m (Nord-Süd-Ausdehnung). In seinem nördlichen und östlichen Teil liegen nahe zur Straße Schloßberg und Ober-Seemer-Straße die Gebäude des Schlosses. Westlich und südlich breitet sich der Schlosspark aus.

## Geschichte
Das Schloss hatte seinen Vorläufer in einer Burg aus der ersten Hälfte des 13. Jahrhunderts. Diese war eine Höhenburg in Ortslage. Grundmauern und einige Fassadenteile lassen sich dieser Vorgängerburg zuordnen. Als deren Erbauer werden die Herren von Gedern angesehen. 1255 wird erstmals urkundlich ein Wolfram von Gaudern (Gedern) erwähnt, von dem wohl auch der Name der Vorgängerburg Wolframsburg stammt. Rudolf Knappe dagegen sieht einen Seitenzweig der Herren von Büdingen, die Ortenberger, als Erbauer an. Von Eberhard III. von Breuberg, Wetterauer Landvogt, über die Trimberger (1323) und die Eppstein-Königsteiner (1376) wechselten die Eigentümer der Herrschaft Gedern und der Burg, bis sie 1535 mit dem Aussterben der Königsteiner in den Besitz der Grafen zu Stolberg kam, die sie ab 1677 zu einem Schloss ausbauen ließen. Erster Besitzer war Graf Ludwig von Stolberg-Königstein, Neffe der ausgestorbenen Königsteiner. Nach Streitigkeiten mit Kurmainz mussten die Stolberger die Herrschaft über Königstein aufgeben und teilten in der Folge den Besitz der Wetterau. Die Ortenberger Linie erhielt auch Gedern. Mit dem Erlöschen dieser Linie 1641 und einer erneuten Teilung des Stolberger Hauses erhielt 1657 die Linie Stolberg-Wernigerode das Gederner Schloss, die die Linie Stolberg-Gedern begründete, die bis 1804 bestand. Mit der Mediatisierung wurde die Herrschaft Gedern 1806 dem Großherzogtum Hessen angeschlossen.
Die Brücke mit der Torhalle (der spätere Marstall) stammt von 1605 (oder 1609), die frühere Brauerei (auf der gegenüberliegenden nordöstlichen Straßenseite) wurde 1675 gebaut, der Mittelbau des Schlosses ab dem Jahr 1706 und das Rentamt im Jahr 1710. Der Bau wurde zum Teil auf den Fundamenten der mittelalterlichen Burganlage und deren älteren Gebäuden errichtet. Graf Ludwig Christian zu Stolberg nahm 1677 Wohnsitz in Gedern und begann mit umfangreichen Um- und Ausbauten. Dazu gehörten auch eine Kellerei und Brauerei, Getreideböden, eine Gärtnerei, das Gartenlusthaus, eine Orangerie und eine Schmiede. Unter Friedrich Carl zu Stolberg-Gedern, der von Kaiser Karl VII. 1742 das Fürstendiplom erhielt, wurden das Rentamt fertiggestellt und die Außenmauern des Schlosses verstärkt. Nach dem Tod seines Enkels Carl Heinrich, von 1767 bis zu seinem Tode im Jahre 1804 letzter männlicher Spross der Linie Stolberg-Gedern, fiel das Schloss an das gräfliche Haus Stolberg-Wernigerode.
Im Zuge der Zollunruhen wurde das Schloss Gedern am 30. September 1830 von über 100 aufständischen Bauern von der Gartenseite her überfallen und die Herausgabe von Gewehren und Papieren gefordert.
Der später unter Bismarck tätige Vizekanzler des deutschen Reiches, Otto zu Stolberg-Wernigerode, wurde 1837 im Gederner Schloss geboren. An ihn erinnert heute ein Gedenkstein im Schlosspark. Das Schloss wurde von der Familie bis zum Jahre 1927 bewohnt. Beim dann erfolgten Umzug der Familie ins Schloss nach Wernigerode wurde ein Großteil des Mobiliars dorthin verbracht und veräußert.
Von 1930 bis 1945 war das Schloss an den Reichsarbeitsdienst verpachtet. Nach dem Zweiten Weltkrieg wurden Reste des Inventars geplündert. Im Schloss selbst wurden Heimatvertriebene untergebracht. In den darauffolgenden Jahren fanden an den Gebäuden kaum noch Unterhaltungsarbeiten statt und es drohte der komplette Verfall. 1987 verkaufte Christian Heinrich Fürst zu Stolberg-Wernigerode das Schloss an die Stadt Gedern. Die nächsten zehn Jahre folgten umfangreiche Restaurierungsarbeiten, bis 1997 die Gederner Stadtverwaltung in das Schloss einziehen konnte. Dadurch wurde das historisch wertvolle Baudenkmal erhalten.

## Beschreibung
Die Schlossanlage hat drei unregelmäßig gruppierte Flügel in S-Form. Der südlich querstehende viergeschossige Hauptflügel mit Walmdach und vorgelagertem Treppenhaus mit Mansarddach und einem aufgesetzten Achtecktürmchen wird Renaissancebau genannt. Der Mittelbau setzt die viergeschossige Schlossanlage nach Norden fort. An seiner Nordost-Ecke steht ein spätgotischer Treppenturm, der das Dach mit schon barocker Turmhaube leicht überragt. Dem Mittelbau steht an seiner nordwestlichen Ecke ein zweigeschossiger nördlicher Flügel mit Mansarddach vor, ein Barockbau, der Prinzessbau oder auch Neuer Bau genannt wird. Das Schloss in seinen klaren Linien des protestantischen Barock ist insgesamt zwar schmucklos, jedoch von klarer wohlproportionierter Gestalt.
Das nordöstlich vorgelagerte Gebäude des ehemaligen Rentamtes und das über einem Innenhof südöstlich versetzt gegenüberliegende sogenannte Torbogenhaus (östlich vom Schlossgebäude), wahrscheinlich der ehemalige Zugang der Vorgängerburg als Torhaus und gleichzeitig Marstall, sind zur Schlossanlage zu zählen. Der Marstall trägt einen Schlussstein mit der Jahreszahl 1605 (beziehungsweise 1609). Außerdem gibt es noch eine südlich gelegene Remise.
Westlich und südlich schließt sich der parkartig gestaltete ehemalige Burgbereich als Schlossgarten mit altem Baumbestand an.

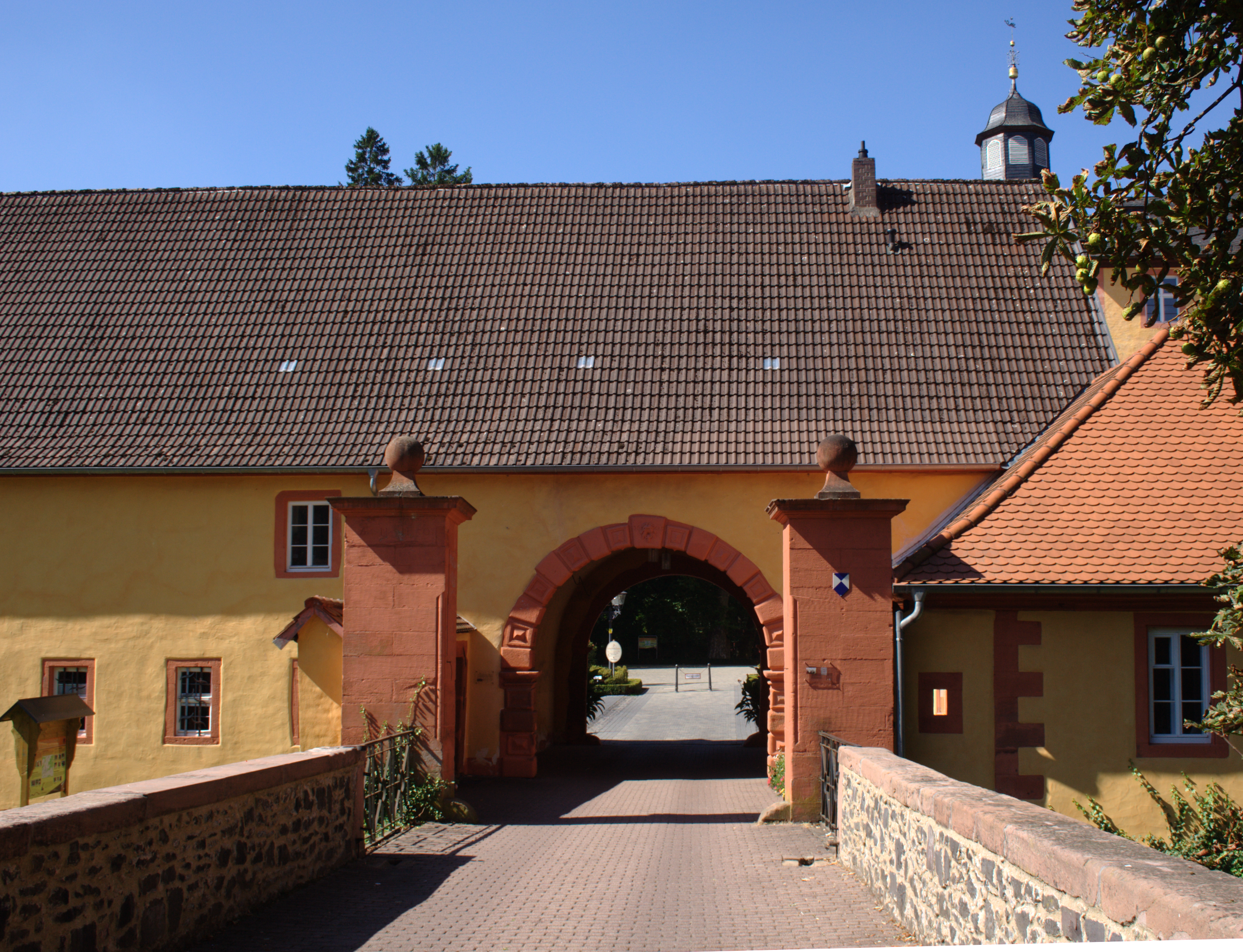
Torbogenhaus und Marstall, Blick von Osten in den Durchgang
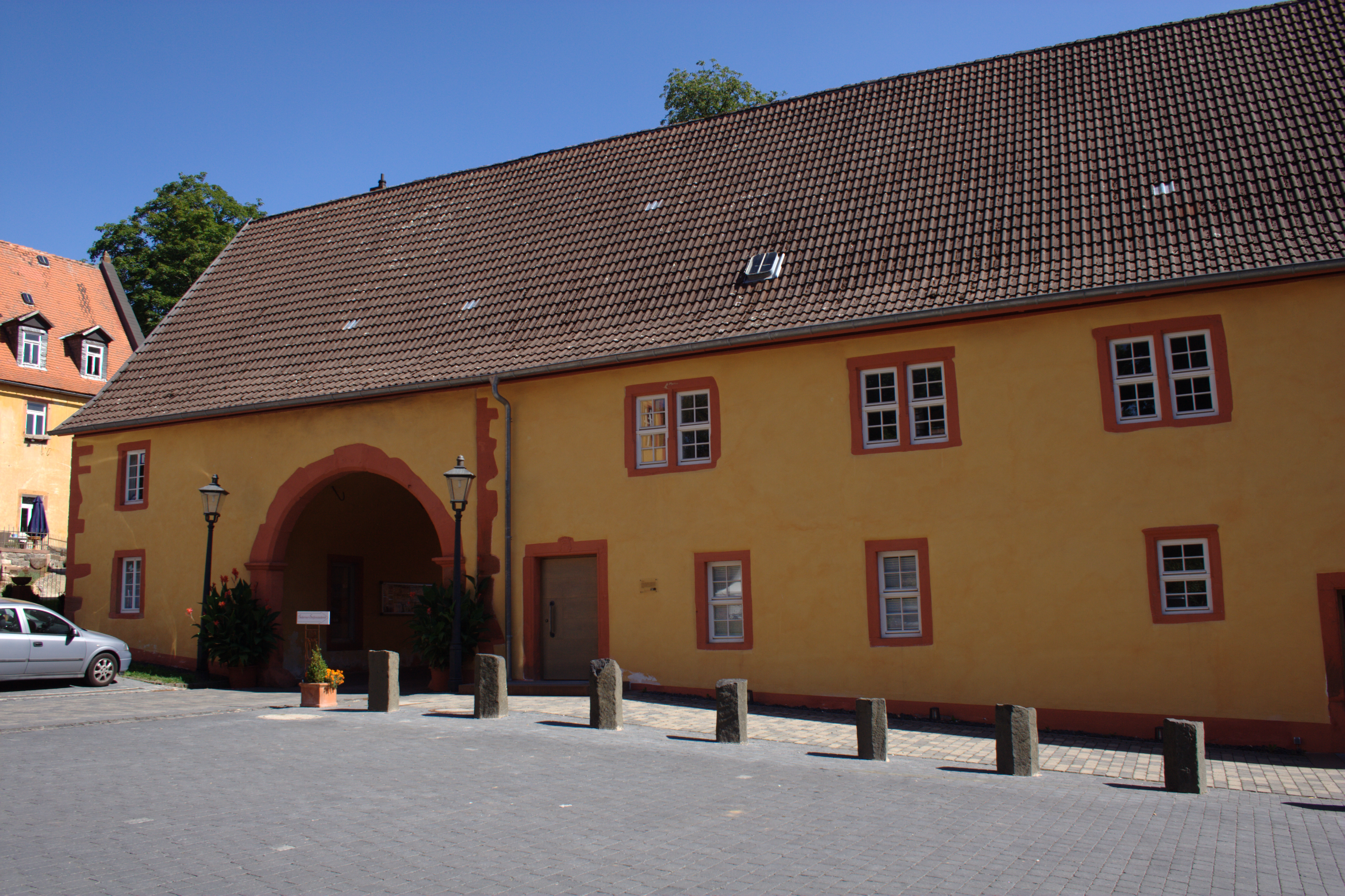
Torbogenhaus und Marstall, Blick von der Schlossseite (Westen)
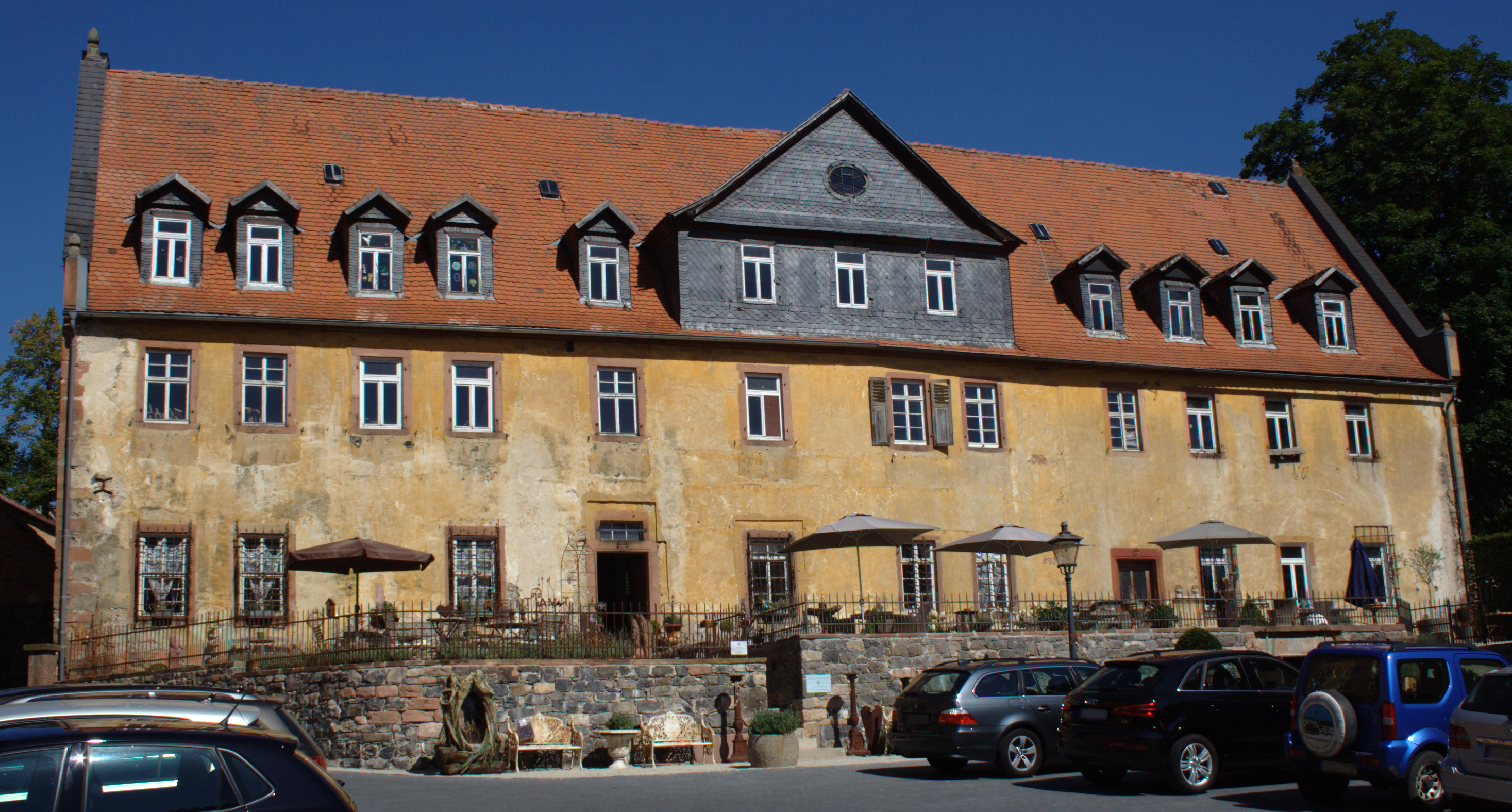
Rentamt, Blick von der Straßenseite
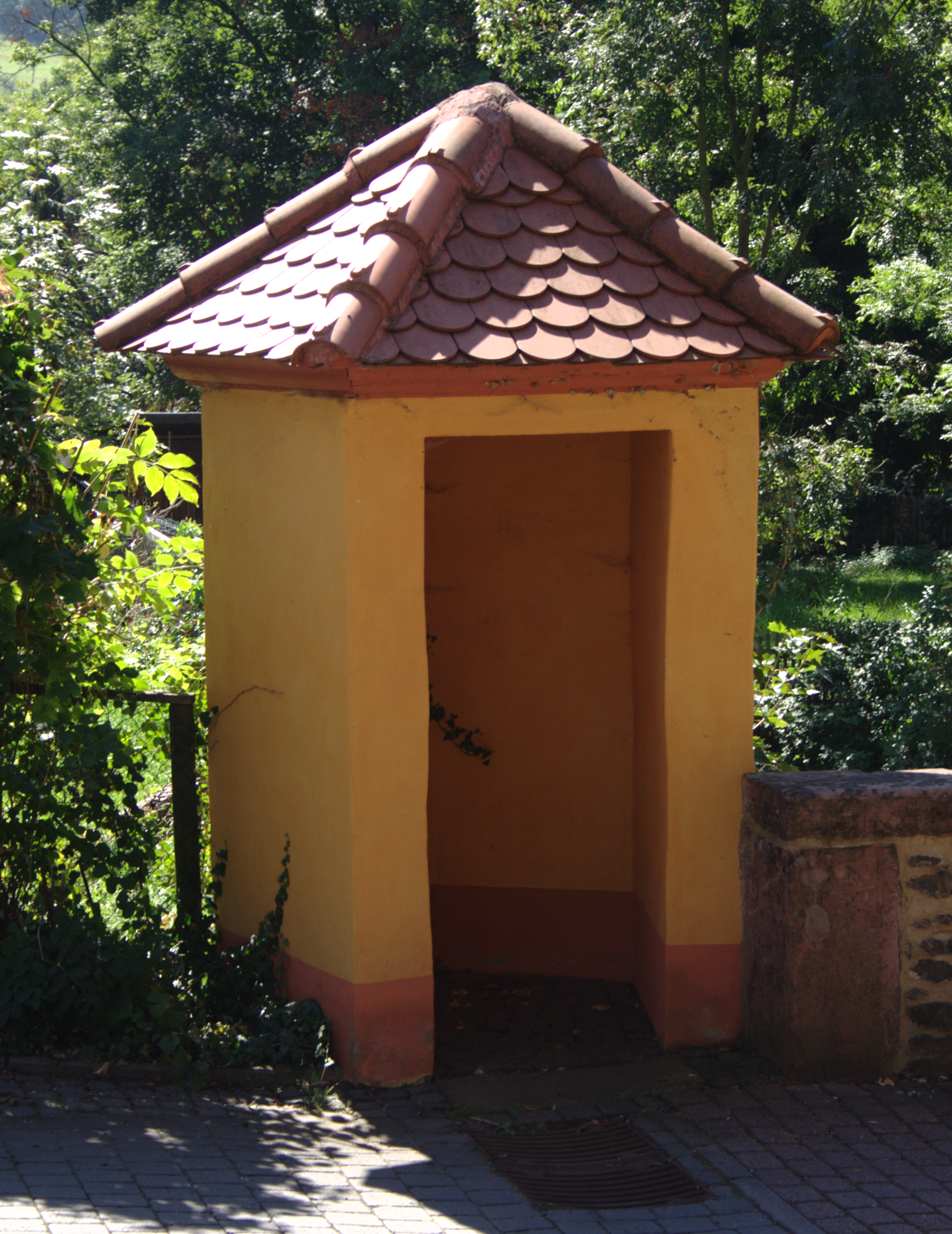
Kleines Torhaus

## Heutige Nutzung
Im Schloss befinden sich heute ein Schlosshotel mit Restaurant und Café, der Sitz der Stadtverwaltung, eine Rechtsanwaltskanzlei und eine Seifenmanufaktur, die besichtigt werden kann. Seit 2004 ist das Kulturhistorische Museum im Torbogenhaus des Schlosses untergebracht. In der Alten Schmiede auf dem Schlossareal ist seit 2012 das Infozentrum Alte Schmiede eingerichtet. Schwerpunkte sind die ehemals regional bedeutende Eisenerzverarbeitung sowie der Abbau von Basalt und Informationen zu Geotopen im Niddertal. Exponate zu historischen Verkehrswegen, Wirtschaftsgeschichte und zum Abbau der Rohstoffe werden präsentiert.